# Kamienica przy ulicy Cyniarskiej 13 w Bielsku-Białej
Kamienica przy ulicy Cyniarskiej 13 w Bielsku-Białej – kamienica mieszkalna położona przy ulicy Cyniarskiej 13 w historycznym centrum Białej (administracyjnie w obrębie osiedla Biała Wschód), jednej z części śródmieścia Bielska-Białej. Została wybudowana około roku 1925 w stylu modernistyczno-ekspresjonistycznym, wpisana do rejestru zabytków województwa śląskiego w dniu 17 grudnia 2021 pod numerem A/923/2021 i nielegalnie wyburzona w dniach 13–14 maja 2022.

## Opis
Dwupiętrowa z użytkowym poddaszem, podpiwniczona kamienica mieszkalna wzniesiona została około roku 1925. Jej fasada wykazywała cechy stylu modernistycznego i ekspresjonistycznego. Do momentu rozbiórki zachował się w całości oryginalny detal architektoniczny w postaci portalu bramnego z nadprożem, obramowań okiennych i gzymsów. Charakterystycznym elementem była attyka nad wejściem oraz okienka w kształcie „karo” w pasie poddasza. Zachowane były oryginalne podziały okien, przeszklone drzwi wejściowe, a wewnątrz posadzka, schody i boazerie lastrikowe.
Kamienica była pierwotnie częścią zwartej zabudowy zachodniej pierzei ulicy Cyniarskiej, stanowiącej element XVIII-wiecznego układu urbanistycznego Białej. W latach 80. XX wieku (w okresie 1978–1981 lub według innego źrodła w 1988) sąsiednie budynki zostały wyburzone w związku z budową Spółdzielczego Domu Handlowego „Klimczok”, co uczyniło z kamienicy nr 13 budynek wolno stojący, otoczony rozległym parkingiem. Wtedy też zmieniono bieg ulicy Cyniarskiej, tworząc w sąsiedztwie kamienicy charakterystyczny zakręt.

## Wyburzenie

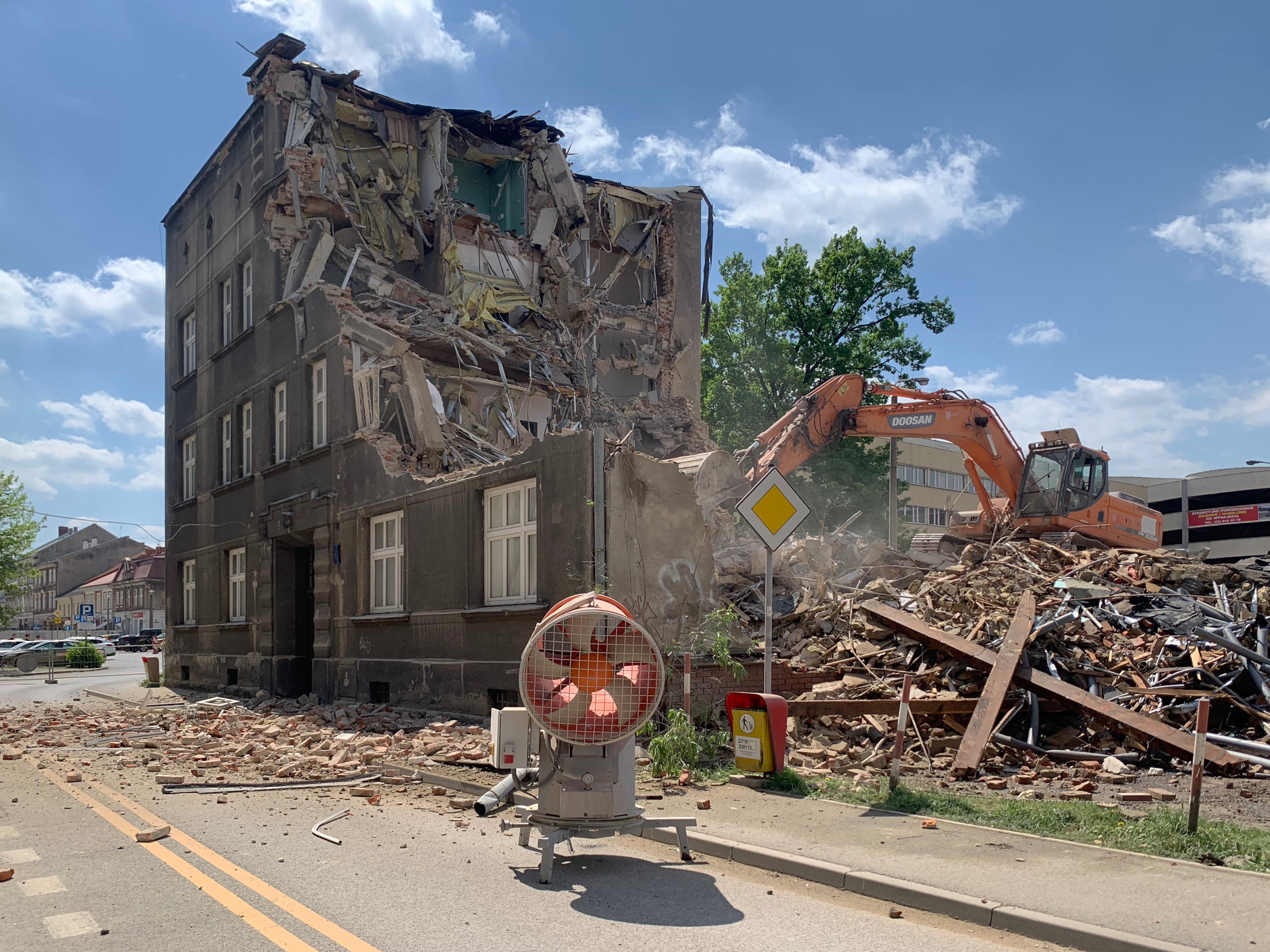
14 maja 2022 – kamienica w trakcie wyburzania

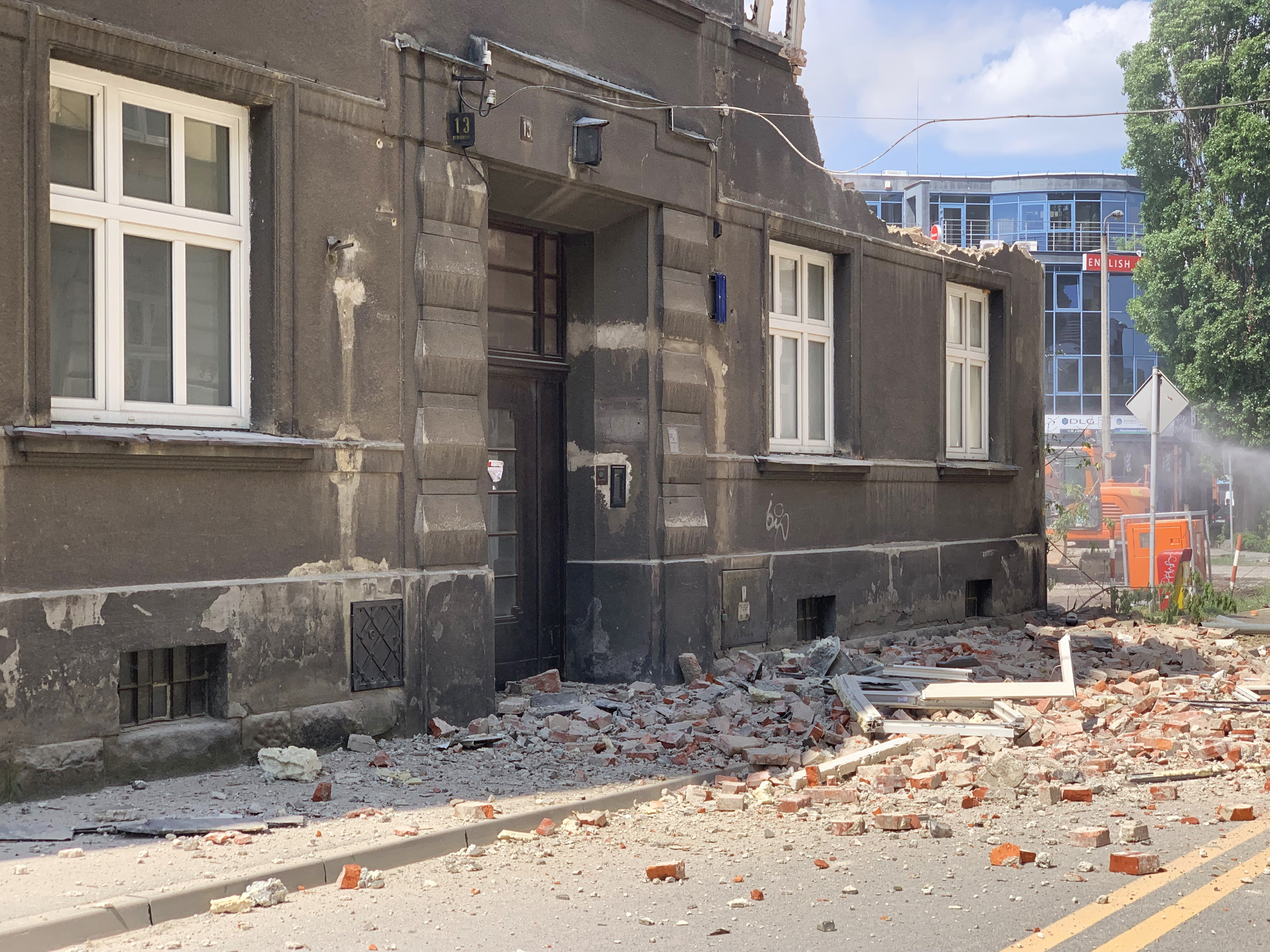
14 maja 2022 – kamienica w trakcie wyburzania

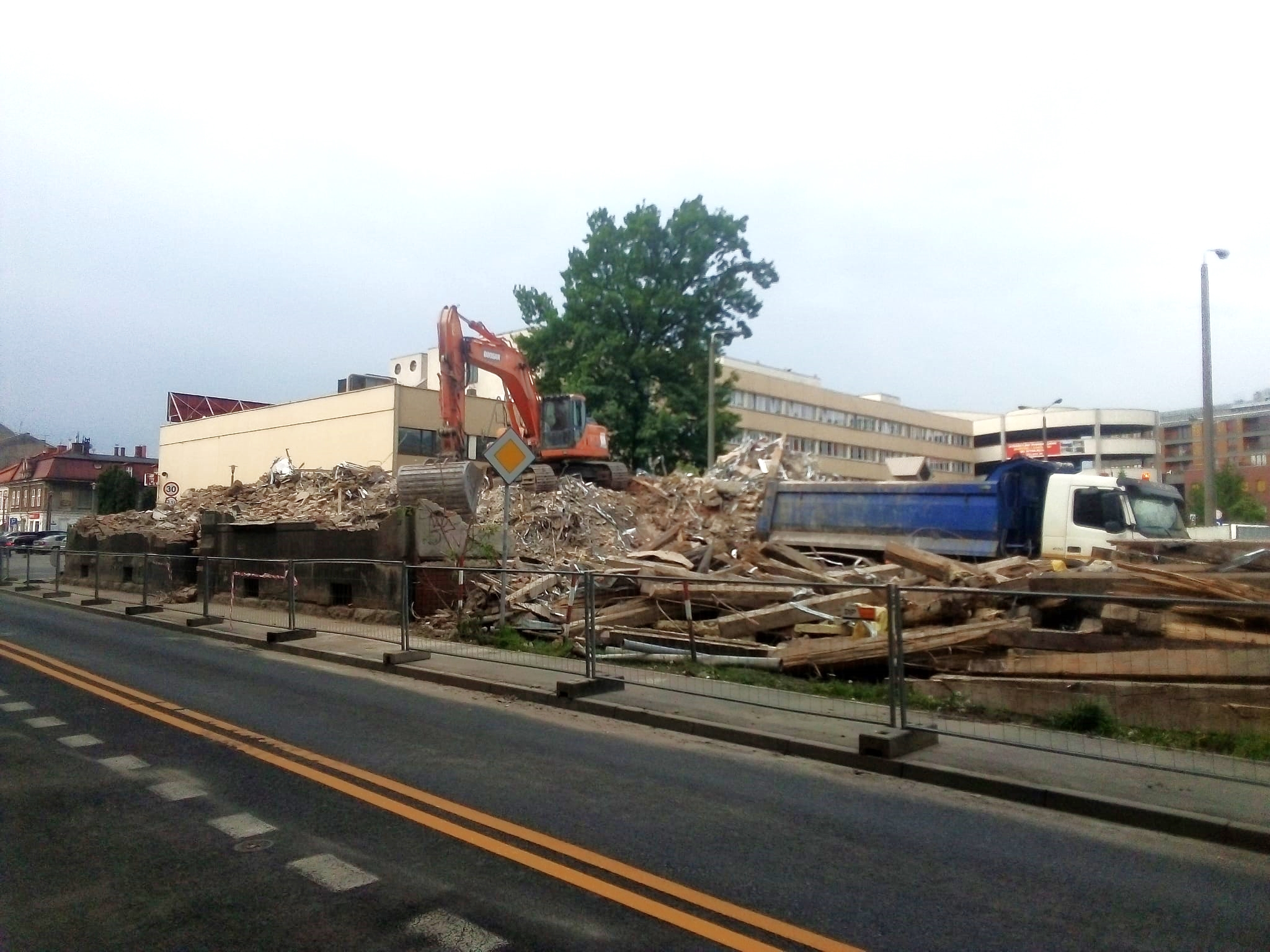
17 maja 2022 – wywózka gruzów po kamienicy

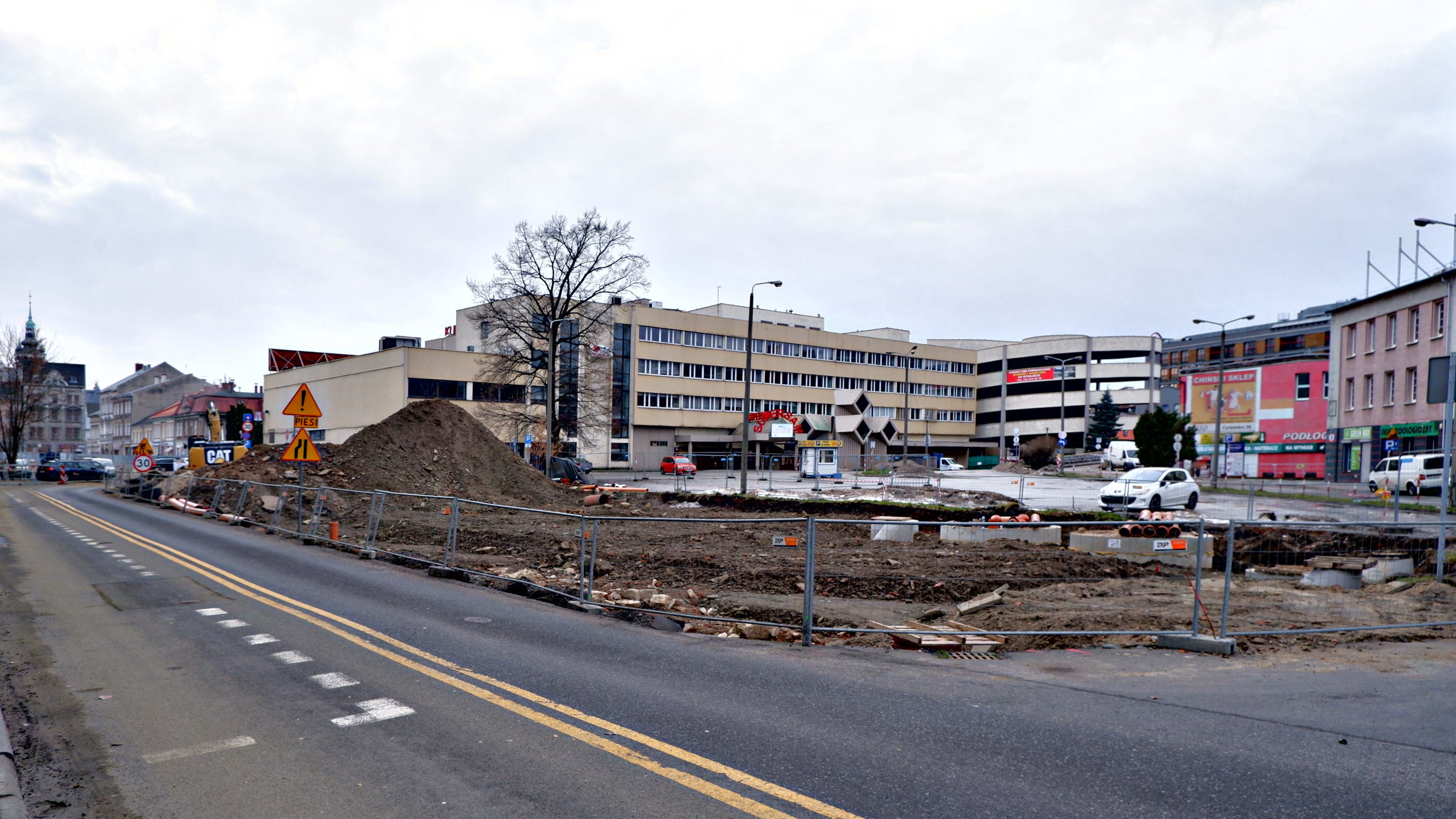
Budowa parkingu w miejscu kamienicy (stan w grudniu 2022)

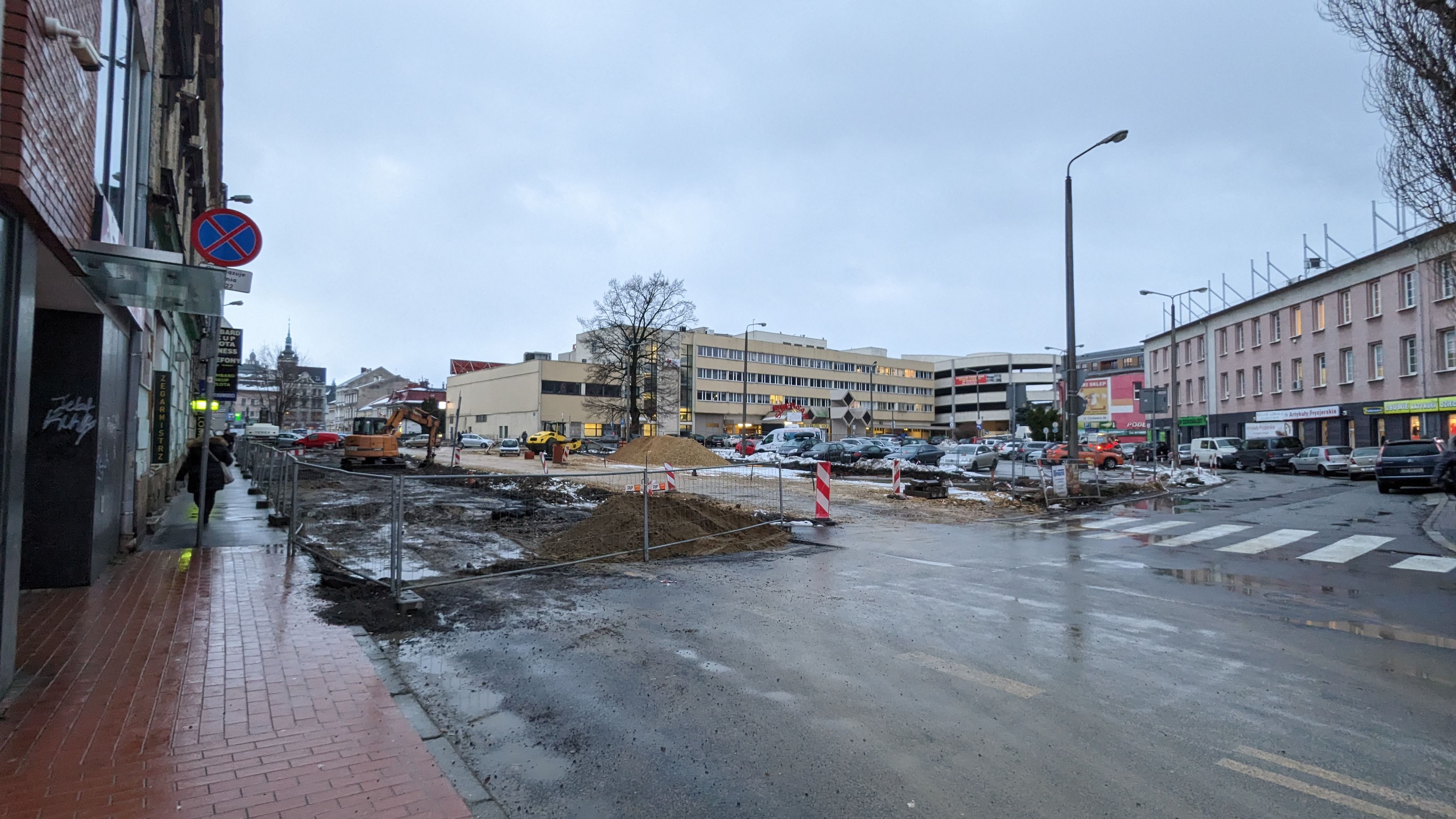
Przejazd w miejscu kamienicy (stan na 1 lutego 2023)

W ramach przebudowy placu Wojska Polskiego, której projekt zaczęto opracowywać w 2020, zaplanowano również przekształcenie dochodzącej do niego ulicy Cyniarskiej. Miała ona zostać „wyprostowana”, a jej zachodnia strona obsadzona szpalerem drzew. Szczegółowa koncepcja zagospodarowania terenu opublikowana w sierpniu 2020 przewidywała, że inwestycją objęty zostanie tylko południowy odcinek ulicy, tj. pomiędzy placem a kamienicą nr 13.
W 2021 upublicznione zostały plany dotyczące drugiego etapu inwestycji mającego obejmować wyburzenie kamienicy pod nrem 13 i powstanie w tym miejscu parkingu. 27 sierpnia 2021 Śląski Wojewódzki Konserwator Zabytków wszczął z urzędu postępowanie w sprawie wpisania budynku do rejestru zabytków. Był on wtedy własnością prywatnej spółki Conceptinvestment.pl. 23 września 2021 bielska Rada Miejska wyraziła zgodę na zamianę nieruchomości: miasto przejęło wycenioną na 6,5 miliona złotych kamienicę przy ulicy Cyniarskiej w zamian za działkę budowlaną w dzielnicy Kamienica; akt notarialny sporządzono w dniu 23 listopada. 17 grudnia 2021 obiekt został wpisany do rejestru zabytków województwa śląskiego pod numerem A/923/2021. Gmina Bielsko-Biała odwołała się 10 stycznia od tej decyzji do Ministerstwa Kultury i Dziedzictwa Narodowego, które na biegłego w postępowaniu administracyjnym powołało Narodowy Instytut Dziedzictwa. Równolegle 3 stycznia 2022 wydano – mimo negatywnej opinii Śląskiego Wojewódzkiego Konserwatora Zabytków – zezwolenie na realizację inwestycji drogowej polegającej na przebudowie ulicy Cyniarskiej wraz z wyburzeniem kamienicy nr 13. 7 marca 2022 Powiatowy Inspektorat Nadzoru Budowlanego wydał nakaz rozbiórki budynku, powołując się na jego zły stan techniczny.
13 maja 2022 około godziny 15:30 rozpoczęte zostały prace wyburzeniowe. Wkrótce na miejscu pojawił się kierownik bielskiej delegatury Wojewódzkiego Urzędu Ochrony Zabytków, który wydał nakaz wstrzymania prac w trybie natychmiastowym. Rozbiórka została uznana za nielegalną, ponieważ służby konserwatorskie nie wydały na nią zgody, a postępowanie odwoławcze w sprawie wpisu kamienicy do rejestru zabytków nie zostało ukończone. Na miejsce przyjechał również wiceprezydent miasta Przemysław Kamiński, który polecił wykonawcy kontynuowanie prac, powołując się przy tym na ważne zezwolenie na realizację inwestycji drogowej oraz nakaz wydany przez nadzór budowlany. W ciągu dwóch dni budynek został w całości wyburzony.
17 maja 2022 Śląski Wojewódzki Konserwator Zabytków złożył do bielskiej prokuratury zawiadomienie o popełnieniu przestępstwa umyślnego zniszczenia zabytku i możliwości przekroczenia uprawnień przez funkcjonariuszy publicznych: wiceprezydenta Bielska-Białej i powiatową inspektor nadzoru budowlanego. Do postępowania dołączyło Ministerstwo Kultury i Dziedzictwa Narodowego. Do końca 2022 zarzuty w sprawie usłyszały cztery osoby: pracownik bielskiego Urzędu Miejskiego, dwóch pracowników Powiatowego Inspektoratu Nadzoru Budowlanego oraz wiceprezydent Przemysław Kamiński. Toczyło się również postępowanie w sprawie unieważnienia wydanego w marcu nakazu rozbiórki. Decyzją z 21 grudnia 2022 Śląski Wojewódzki Inspektor Nadzoru Budowlanego stwierdził, że nakaz rozbiórki został wydany przez PINB z naruszeniem prawa, jednocześnie nie stwierdzając jej nieważności, gdyż wywołała nieodwracalne skutki prawne.
3 czerwca 2022 ogłoszony został przetarg na wykonanie „drugiego etapu rozbudowy ulicy Cyniarskiej”, który w lipcu wygrała spółka FBSERWIS S.A. W miejscu wyburzonej kamienicy nr 13 rozpoczęto budowę planowanego parkingu z 30 miejscami postojowymi.
Decyzją z 6 marca 2023 (znak: DOZ-OAiK.650.74.2022.ML) Minister Kultury i Dziedzictwa Narodowego uchylił w całości zaskarżoną decyzję o wpisie kamienicy do rejestru zabytków i umorzył postępowanie organu pierwszej instancji, gdyż obiekt fizycznie nie istnieje (chociaż w decyzji przyznał rację Śląskiemu Wojewódzkiemu Konserwatorowi Zabytków, iż decyzja o wpisie była konieczna i uzasadniona).

## Galeria

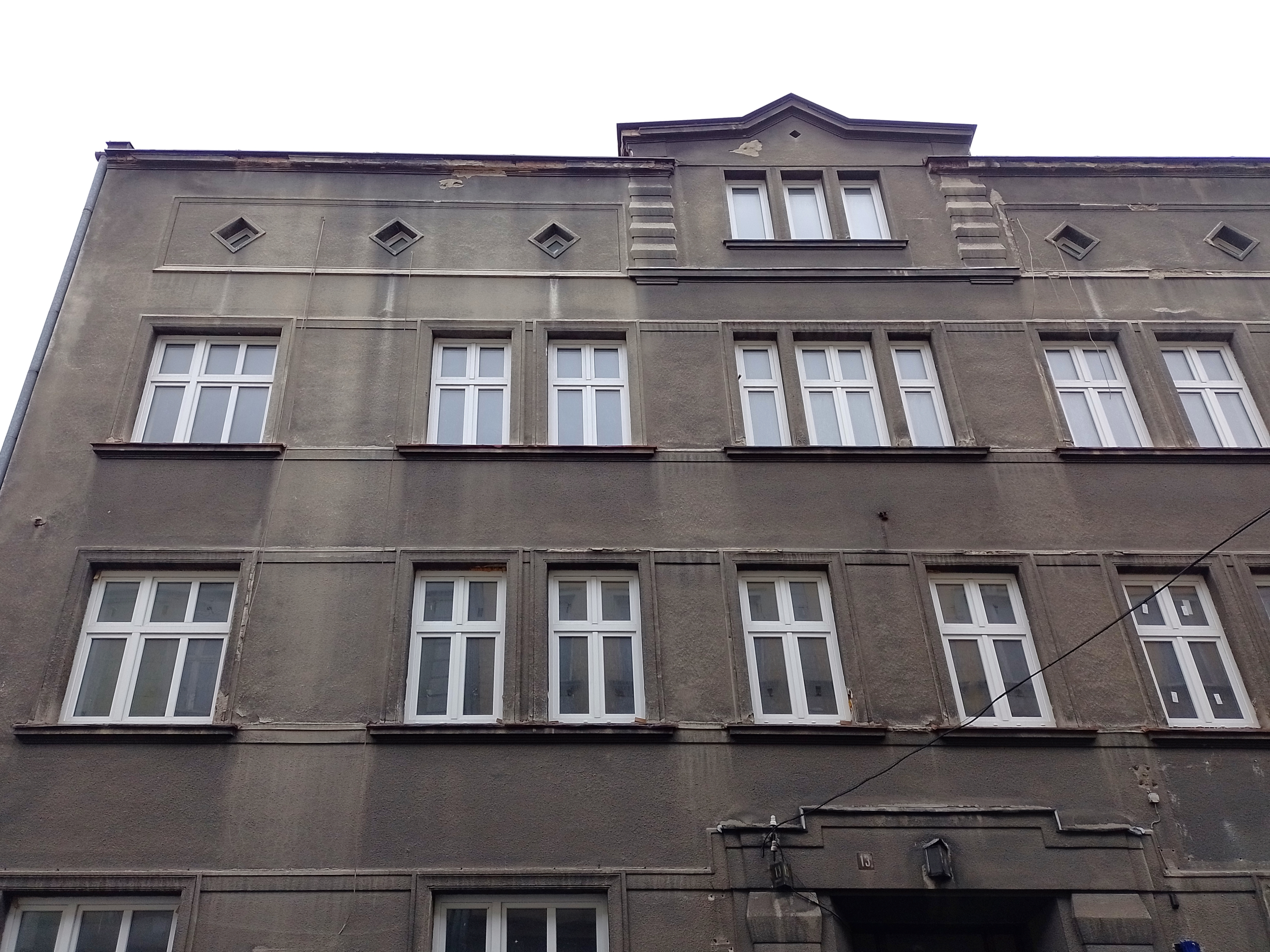
Detal elewacji
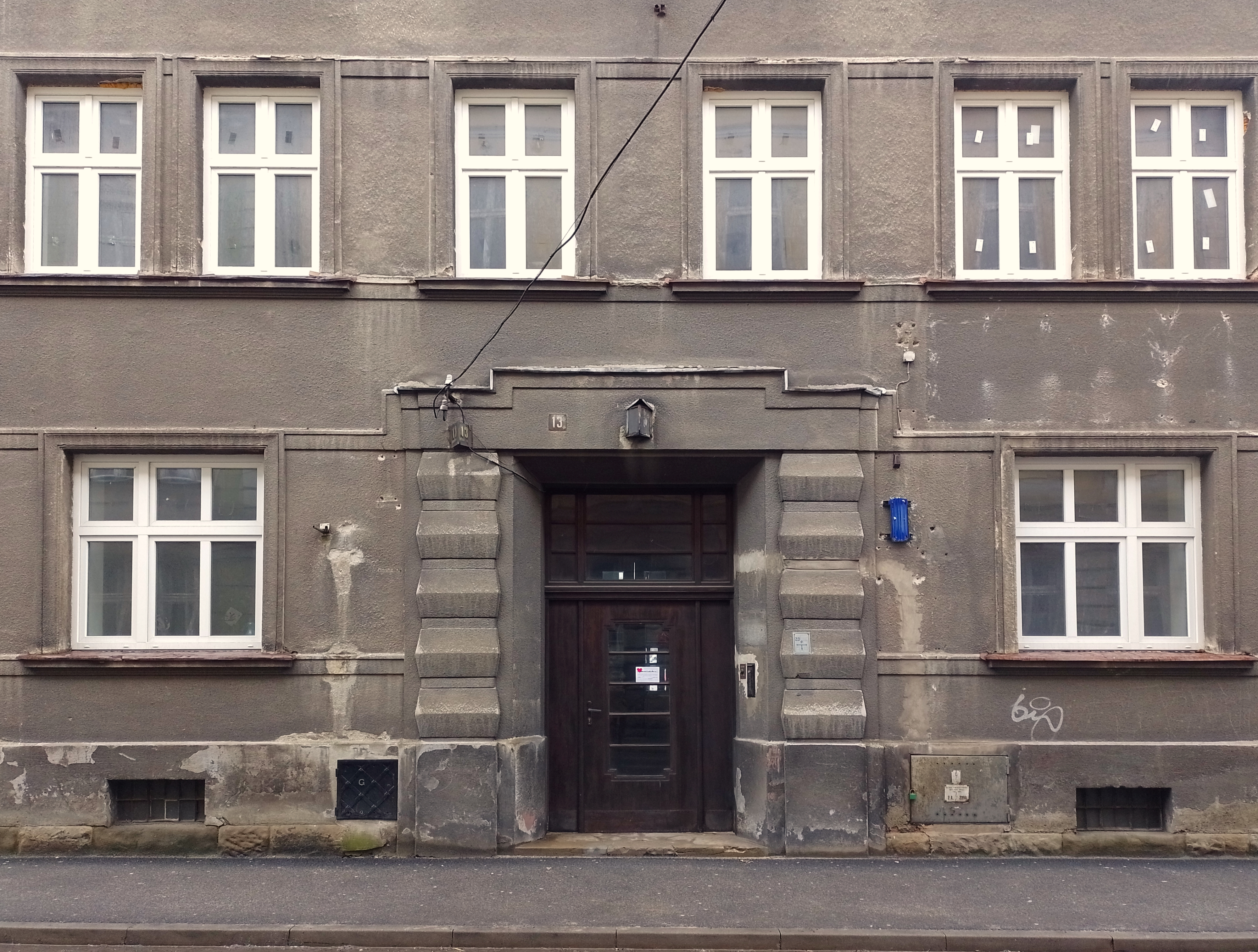
Portal wejściowy
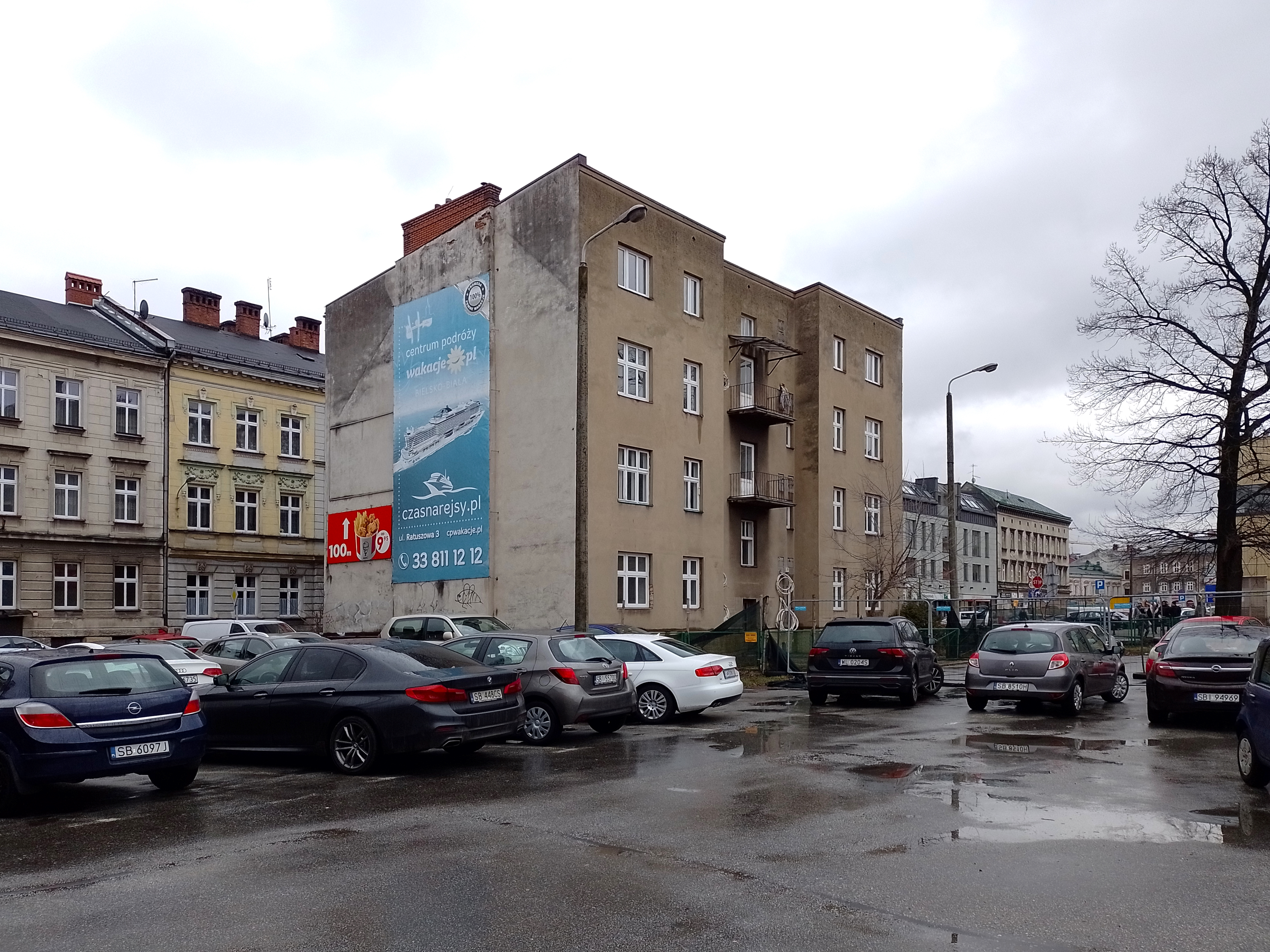
Widok od tyłu na kamienicę i otaczający ją parking
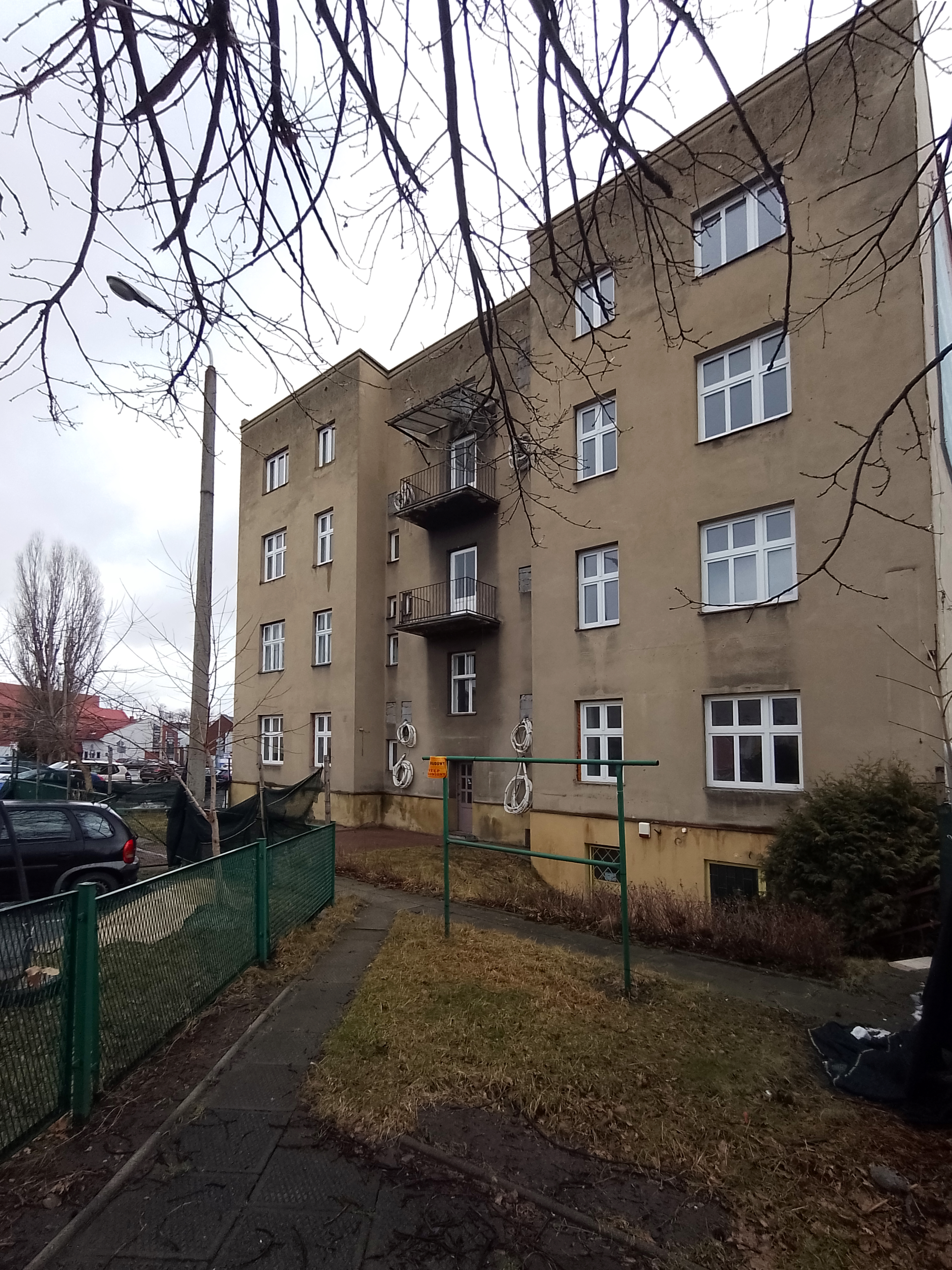
Elewacja tylna i podwórze
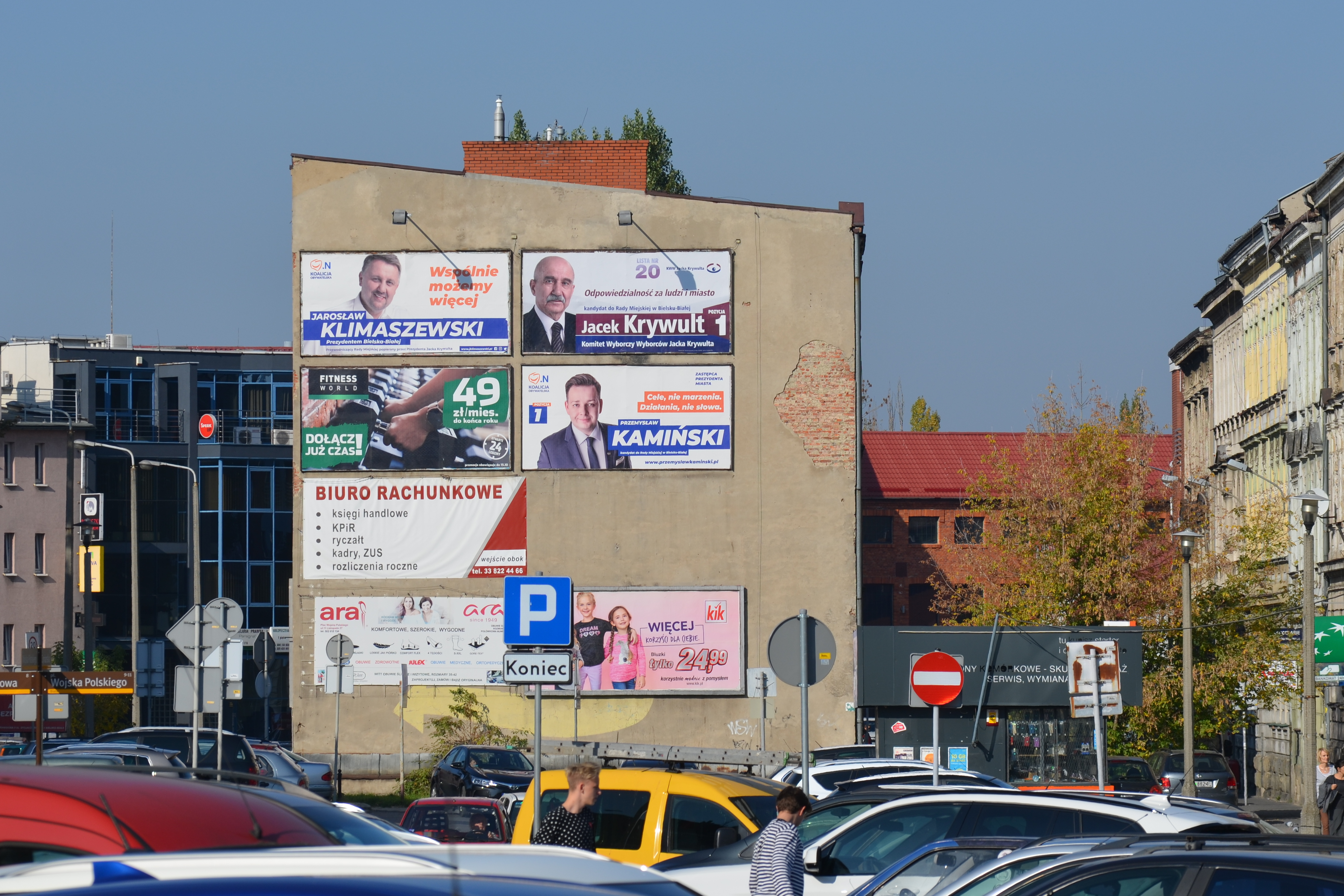
Ślepa ściana południowa wykorzystywana do celów reklamowych